# Paul Robert (homme politique, 1882-1961)
Pour les articles homonymes, voir Paul Robert et Robert.
Paul Robert, né le 23 novembre 1882 à Dol-de-Bretagne et mort le 23 juin 1961 à Rennes, est un homme politique français.

## Détail des fonctions et des mandats
Mandats parlementaires
- 7 novembre 1948 - 19 juin 1955 : Sénateur d'Ille-et-Vilaine
- 19 juin 1955 - 26 avril 1959 : Sénateur d'Ille-et-Vilaine